# Paramischocyttarus guichardi
Paramischocyttarus guichardi är en stekelart som beskrevs av Giordani Soika 1987. Paramischocyttarus guichardi ingår i släktet Paramischocyttarus och familjen Eumenidae. Inga underarter finns listade i Catalogue of Life.